# Baby Guinness
Een Baby Guinness is een alcoholische cocktail, geserveerd als shot. De naam komt niet van het Ierse biermerk Guinness maar de cocktail heeft zijn naam te danken aan het feit dat het lijkt op een piepklein glas stout.

## Bereiding
Koffielikeur (bijvoorbeeld Tia Maria of Kahlúa) met daaroverheen Ierse roomlikeur (bijvoorbeeld Baileys). De Ierse roomlikeur wordt geschonken over de bolle kant van een lepel, zodat het boven op de koffielikeur blijft liggen. De ratio van koffielikeur en Ierse roomlikeur is ongeveer 3:1.
In sommige recepten is het de bedoeling om de Ierse roomlikeur op te kloppen en op de koffielikeur te lepelen, zodat het meer op een glas Guinness lijkt.

## Variaties
Op sommige plaatsen wordt Baby Guinness geserveerd met zwarte sambuca in plaats van koffielikeur, hierdoor lijkt de drank op een Slippery nipple